# Steven De Neef

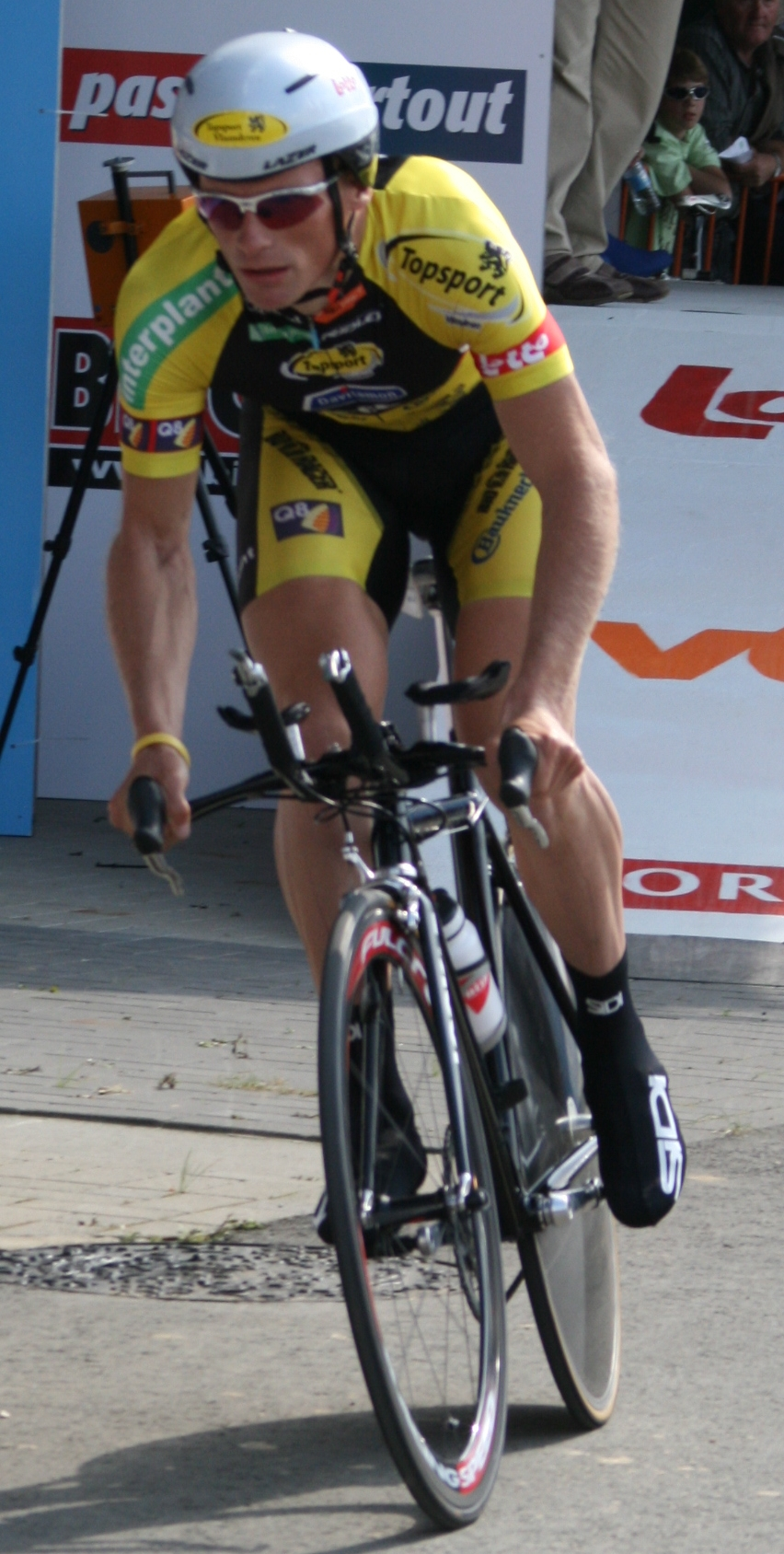
Steven De Neef bei der belgischen Zeitfahrmeisterschaft 2008 in Mouscron

Steven De Neef (* 16. Januar 1971 in Asse) ist ein ehemaliger belgischer Bahn- und Straßenradrennfahrer.
Steven De Neef konnte 1996 die Gesamtwertung der Ronde van Antwerpen für sich entscheiden. Ende des Jahres fuhr er für die belgische Mannschaft Collstrop als Stagiaire und erhielt  einen Profivertrag für die folgende Saison. 2003 wurde De Neef Vize-Europameister im Derny-Rennen auf der Bahn. Von 2004 bis 2011 fuhr er für das belgische Continental Team Jong Vlaanderen. In der Saison 2008 gewann er die beiden Eintagesrennen Liedekerkse Pijl und Grand Prix de la ville de Pérenchies. Ende der Saison 2011 beendete er seine Karriere.

## Teams
- 1996 Collstrop-Lystex (Stagiaire)
- 1997–1998 Collstrop
- 1999 Ipso–Euroclean
- 2000 Flanders-Prefetex
- 2001 Bankgiroloterij-Batavus
- 2002–2003 Marlux-Ville de Charleroi
- 2004 Jong Vlaanderen 2016
- 2005–2006 Bodysol-Win for Life-Jong Vlaanderen
- 2007 Davitamon-Win for Life-Jong Vlaanderen
- 2008 Davitamon-Lotto-Jong Vlaanderen
- 2009–2011 Jong Vlaanderen-Bauknecht